# La Danse du vent
Pour plus de détails, voir Fiche technique et Distribution.
La Danse du vent (arabe : رقصة الريح) est un film tunisien et le quatrième long métrage de Taïeb Louhichi. Tourné en numérique, il diffère de ses films précédents par l'accent mis sur la méditation plutôt que sur les grands espaces extérieurs.

## Synopsis
Alors qu'il était en repérage pour son film dans le Sud tunisien, le réalisateur Youssef croise le regard d'une superbe beauté berbère qui lui intime l'ordre de ne pas la filmer. C'est le début d'une errance qui le conduit à sa perte dans le grand désert, en proie le jour aux mirages, la nuit à ses angoisses, ses souvenirs d'enfance, ses premières images de cinéma, la peur de voir ce film échouer parce qu'il a laissé s'envoler l'esprit. Sa voiture est son seul point de repère et son moyen de résistance, grâce au contenu du coffre où traînent des scénarios, des photos et des moyens de subsistance.

## Fiche technique
- Titre : La Danse du vent
- Réalisation : Taïeb Louhichi
- Photographie : Franck Rabel
- Montage : Vincent Pruvost et Catherine Trouillet
- Production : Tanit Productions, Axel Möbius et Christoph Thoke (en)
- Pays d'origine :  Tunisie
- Langue : arabe
- Format : couleur - 35 mm
- Durée : 80 minutes
- Date de sortie : 2004 en  Tunisie

## Distribution
- Hatem Ben Rabah
- Haifa Bouzouita
- Mohamed Chouikh
- Chekra Rammeh
- Taïeb Louhichi